# KWS
KWS era un grupo de pop y freestyle británico oriundo de Nottingham, Reino Unido. Estuvo formado por los instrumentalistas y productores Chris King y Winston Williams; y el vocalista Delroy St. Joseph. El nombre del grupo es un acrónimo de los apellidos de los miembros, King, Williams y St. Joseph.
Han sido número uno en el Reino Unido con la canción Please Don't Go. Fueron nominados como los mejores exponentes británicos en los Premios Brit por ser un grupo que combinaba los covers con la electrónica, aunque también recibieron muchas críticas por sus mismas canciones originales de otros artistas.
Chris King falleció el 22 de marzo de 2023, a la edad de 66.
Winston Williams murió el 2 de enero de 2024 también a los 66 años de edad.

## Discografía

### Sencillos o singles
- de [2]

- Please Don't Go (1992), Número 1 en Reino Unido en 1992 —Cover de KC and The Sunshine Band—.[3][4]
- Rock Your Baby (1992), Número 8 en Reino Unido en 1992 —Cover de George McCrae—.
- Hold Back The Night (1992), Número 30 en Reino Unido en 1992 —Cover de The Trammps—. También participa The Trammps en vocales.
- Ain't Nobody (Loves me Better) (1994) —con Gwen Dyckey—.
- The More I Get the More I Want (1994) —Con Teddy Pendergrass—.